# Holoarctia immaculata
Holoarctia immaculata là một loài bướm đêm thuộc phân họ Arctiinae, họ Erebidae.